# Mowich River
La rivière Mowich (Mowich River) est un cours d’eau de l’ouest de l’État de Washington au nord-ouest des États-Unis dans le comté de Pierce. Longue de 48 km, elle prend sa source au niveau du mont Rainier avant de rejoindre le fleuve Puyallup. Ce dernier se dirige vers l’ouest pour se déverser finalement dans le Puget Sound, un bras de mer de l’océan Pacifique.
Le terme "Mowich" provient du jargon Chinook signifiant «Cerf».

## Géographie
La rivière est formée par la réunion de la South Mowich River et de la North Mowich River. La South Mowich, vu sa taille importante, est considérée comme étant la rivière principale. La partie haute de la vallée de la rivière appartient au parc national du mont Rainier. Le Meadow Creek et le Rushingwater Creek sont deux affluents de la rivière. La rivière se jette finalement dans le Fleuve Puyallup à l’ouest de la frontière du parc national.
Par suite de la présence du mont Rainier, la vallée de la rivière court le risque de lahars.